# ГЕС Тонстад
ГЕС Тонстад – гідроелектростанція на півдні Норвегії, за шість десятків кілометрів на південний схід від Ставангеру. Знаходячись між ГЕС Tjørhom та ГЕС Solhom з одного боку і ГЕС Åna-Sira з іншого боку, входить до складу гідровузла Сіра-Квіна. Останній використовує ресурс із двох річок, які течуть у південному напрямку паралельно одна одній до впадіння у Північне море – Квіни (впадає до затоки Fedafjorden за сім десятків кілометрів на захід від Крістіансанна) та Сіри (має устя західніше від Квіни, за вісім десятків кілометрів на південний схід від Ставангеру).

## Північна дериваційна система
Знаходячись в місці сходження двох верхніх гілок гідровузла, станція Тонстад отримує ресурс через дві дериваційні системи. Одна з них, що прямує з півночі по лівобережжю Сіри, починається у створеному на цій річці сховищі Tjorhomvatn. Цей резервуар охопив два природні озера – власне Tjorhomvatn  та Handelandsvatn – і має припустиме коливання рівня поверхні між позначками 492 та 498 метрів НРМ, що відповідає корисному об’єму у 3 млн м3. До нього надходить ресурс, відпрацьований на ГЕС Tjørhom, а також проміжний сток Сіри після водозабору зазначеної станції.
Від Tjorhomvatn на південний схід прокладено тунель до сховища Ousdalsvatn, створеного на лівій притоці Сіри річці Ausdalsani. Цей маршрут має довжину 2,5 км та перетин 65 м2, при цьому максимальний рівень у з’єднаних тунелем водоймах однаковий. Мінімальний же рівень в Ousdalsvatn (яке поглинуло також ще одне природне озеро Myrstølstjønn) дещо нижчий та становить 482 метри НРМ. Що дозволяє отримати корисний об’єм у 12 млн м3.
Можливо відзначити, що такі незначні показники цих двох резервуарів компенсуються існуючими вище по системі сховищами, головним з яких є Свартеватн (працює на ГЕС Duge). 
Від Ousdalsvatn на південь прокладено тунель довжиною 18 км з перетином 65 м2, яки по дорозі отримує додатковий ресурс з водозаборів на:
- озері Midtstolvatn, котре дренується ліворуч до Сіри через Elv fra Lundedalen;
- лівій притоці Сіри річці Lilandsani;
- озері Indre Rosstolstjorna, розташованому у течії лівої притоки тільки що згаданої Lilandsani річки Elv fra Stolstjornene. В притоку ж останньої за допомогою короткого тунелю скидається вода зі сховища Skardsvatnet, створеного на Elv I Guddalsdalen (так само впадає ліворуч до Lilandsani).

## Східна дериваційна система
Дериваційна система з долини Квіни починається у створеному на ній сховищі Oyulvsvatnet/Homstolvatn, куди потрапляє відпрацьована на ГЕС Solhom вода. Цей резервуар має припустиме коливання рівня поверхні між позначками 471 та 498 метрів НРМ (максимальний показник такий саме, як і у двох північних водойм), що забезпечує корисний об’єм у 55 млн м3.
Окрім природного притоку, до Homstolvatn  за допомогою двох коротких тунелів перекидається вода з притоків Ксані – лівої Austola та правої Oyevatnani (мають устя нижче за греблю сховища).
Від резервуару на захід через водорозділ з долиною Сіри прямує тунель довжиною 7,5 км з перетином 55 м2, який має лише один додатковий водозабір на Gjosa (ліва притока Сіри).

## Південна дериваційна система
Після того, як на лівобережжі Сіри північний та східний тунелі зустрічаються, починається об’єднана траса довжиною 6 км та перетином 100 м2, котра прямує далі в південно-західному напрямку. Сюди у 2010 році підключили ще одну водозбірну систему довжиною біля 7 км, яка прямує в зустрічному напрямку на північ та подає ресурс з водозаборів на:
- озері Marevatn, котре відноситься до течії річки Marana, лівої притоки Asmundsani (ліва притока Yksnedalsani, котра впадає так само ліворуч до Сіри на ділянці озера Сірдалсватнет);
- згаданій тільки що Asmundsani;
- озері Ovedalsvatn у течії Yksnedalsani;
- озері Forevatn на тій самій Yksnedalsani, але вище по течії (від нього прокладено короткий тунель-відгалуження для здреновування до південної водозбірної системи);
- озері Ersvatn, котре лежить на Ertsbekken, лівій притоці Сіри. Рівень води тут піднято греблею, а скидання ресурсу організовано через канал до сточища Yksnedalsani вище за зазаначене перед цим озеро Forevatn.
На завершальному етапі об’єднаний дериваційний тунель пеереходить у прокладені в скелі три напірні водоводи довжиною по 0,6 км – два діаметром по 3,6 метра та один більший з показником у 4,8 метра.  

## Машинний зал
Машинний зал облаштований у підземному виконанні та має розміри 110х18х30 метрів, а доступ до нього персоналу здійснюється через тунель довжиною 0,75 км. Основне обладнання станції встановили у три етапи. Спершу в 1968 році разом з дериваційною системою Квіни запрацювали дві турбіни типу Френсіс потужністю по 160 МВт. За три роки разом з північною дериваційною системою ввели в експлуатацію ще два такі ж агрегати. А в 1988 запустили п’яту турбіну потужністю 320 МВт (варто відзначити, що поява цього найбільшого в країні гідроагрегату мала на меті не збільшення загальної виробітки, а підвищення пікової потужності). Обладнання працює з напором у 442 метри.
Відпрацьована вода транспортується у Сіру по відвідному тунелю довжиною 0,8 км з перетином 100 м2.
З річною продуктивністю біля 3,8 млрд кВт-год електроенергії станція Тонстад виробляє більше, аніж шість інших ГЕС гідровузла Сіра-Квіна разом узяті. Також за цим показником вона обходить розташовану дещо північніше найпотужнішу станцію країни – ГЕС Kvilldal зі складу гідровузла Улла-Форре (до речі, основне водосховище останнього Blasjoen може скидати надлишкову воду через тунель у верхів’я Сіри).
Видача продукції відбувається по ЛЕП, розрахованій на роботу під напругою 300 кВ.